# Granofilosea
Granofilosea es un grupo de protistas del filo Cercozoa caracterizados por presentar reticulopodios muy finos, ramificados o no, o bien axopodios radiados, a veces ramificados. En ambos casos estas estructuras contienen gránulos a intervalos regulares, lo que da nombre al grupo.

 Los seudópodos están apoyados por microtúbulos y frecuentemente se fijan al sustrato mientras el organismo, inmóvil, se alimenta. En la mayoría de los casos, los seudópodos son no anastomados. Algunas formas presentan una etapa biciliada nadadora o que se mueve por deslizamiento sobre el sustrato.
Anteriormente se incluían aquí Heliomonadida y Gymnosphaerida, que ahora se colocan en otros grupos.